# Trehörningen (Nordmalings socken, Ångermanland)
Trehörningen är en sjö i Nordmalings kommun i Ångermanland och ingår i Leduåns huvudavrinningsområde. Sjön har en area på 0,263 kvadratkilometer och ligger 202,1 meter över havet.

## Delavrinningsområde
Trehörningen ingår i det delavrinningsområde (708144-166383) som SMHI kallar för Inloppet i Vångsjön. Medelhöjden är 240 meter över havet och ytan är 9,23 kvadratkilometer. Räknas de 14 avrinningsområdena uppströms in blir den ackumulerade arean 90,16 kvadratkilometer. Avrinningsområdets utflöde Leduån mynnar i havet. Avrinningsområdet består mestadels av skog (80 procent). Avrinningsområdet har 0,26 kvadratkilometer vattenytor vilket ger det en sjöprocent på 2,8 procent.